# ایرم دریجی
ایرم دریجی (به ترکی استانبولی: irem Derici) (زادهٔ ۲۷ مارس ۱۹۸۷) خواننده اهل ترکیه است.

## زندگی‌نامه
ایرم دریجی متولد ۲۷ مارس ۱۹۸۷ در شهر استانبول است. او از سن چهار سالگی شروع به آموختن کیبورد کرد. و پس از پایان دوره دبیرستان وارد دانشگاه هنر و موسیقی شد. پس از پایان دوره دانشگاه در مسابقه تلویزیونی اوسس ترکیه شرکت کرد و توانست از حولیا آوشار خواننده و هنرپیشه محبوب ترکیه در سال ۲۰۱۵ زنگ طلایی را بگیرد. وی با آهنگ kalbim tek sahbine به شهرت رسید و جزو معروفترین خواننده‌های ترکیه شد. وی تا به حال دو بار ازدواج کرده‌است و اسم یکی از همسرانش را هم روی دست راستش تتو کرده‌است.